# Spalangia
Genre
Spalangia est un genre d'hyménoptères parasitoïdes de la famille des Pteromalidae dont les espèces parasitent des pupes de diptères.

## Systématique
Le genre Spalangia a été créé en 1805 par l'entomologiste français Pierre-André Latreille (1762-1833).

## Liste d'espèces
Selon BioLib (29 mai 2021) :
- Spalangia australiensis Girault, 1913
- Spalangia bakeri Kieffer, 1909
- Spalangia cameroni Perkins, 1910
- Spalangia crassicornis Bouček, 1963
- Spalangia drosophilae Ashmead, 1887
- Spalangia endius Walker, 1839
- Spalangia epos Girault, 1933
- Spalangia erythromera Foerster, 1850
- Spalangia fuscipes Nees, 1834
- Spalangia gonatopoda Ljungh, 1823
- Spalangia grotiusi Girault, 1913
- Spalangia irregularis Boucek, 1963
- Spalangia kingstonensis Girault, 1933
- Spalangia litigiosa (Rondani, 1866)
- Spalangia marxi Girault, 1933
- Spalangia muscae Howard, 1911
- Spalangia muscophaga Girault, 1933
- Spalangia nigra Latreille, 1805
- Spalangia nigripes Curtis, 1839
- Spalangia nigroaenea Curtis, 1839
- Spalangia punctulaticeps Girault, 1929
- Spalangia rugulosa Foerster, 1850
- Spalangia shakespearei Girault, 1931
- Spalangia simplex Perkins, 1910
- Spalangia slovaca Boucek, 1963
- Spalangia subpunctata Foerster, 1850
- Spalangia virginica Girault, 1913

Selon NCBI (29 mai 2021) :
- Spalangia cameroni Perkins, 1910
- Spalangia endius Walker, 1839
- Spalangia erythromera Forster, 1850
- Spalangia gemina
- Spalangia nigra
- Spalangia nigripes
- Spalangia nigroaenea
- Spalangia slovaca Boucek, 1963